# Amomum luteum
Amomum luteum är en enhjärtbladig växtart som beskrevs av Rosemary Margaret Smith. Amomum luteum ingår i släktet Amomum och familjen Zingiberaceae. Inga underarter finns listade i Catalogue of Life.